# Power BI
O Microsoft Power BI é um serviço de análise de negócios e analise de dados da desenvolvedora Microsoft lançado a 24 de julho de 2015. O objetivo do Power BI é fornecer visualizações interativas e recursos de business intelligence (BI) em uma interface para que os usuários finais criem relatórios e dashboards personalizados. Podendo ser utilizado nas seguintes áreas: Finanças, Engenharia, Tecnologias de Informação, Marketing e Saúde. 
O serviço possui a função de carregar visualizações personalizadas através do AppSource, acesso à informação em tempo real e em qualquer aplicativo móvel, uso empresarial, atualização mensal com novas funções e facilidade de uso.
Em 2016, o Power BI era utilizado por 5 milhões de assinantes por todo o mundo.

## Funções
O Power BI oferece serviços de Inteligência Empresarial baseados em nuvem, conhecidos como "Power BI Services", juntamente com uma interface baseada em Desktop, chamada "Power BI Desktop". Contém recursos de armazenamento de dados, incluindo dashboards, data preparation e data discovery interativos. Em março de 2016, a Microsoft lançou um serviço adicional chamado Power BI Embedded na sua plataforma de nuvem Azure.
Atualmente, grandes empresas e setores como finanças, saúde e retail utilizam o Power BI para otimizar suas operações. A Microsoft, por exemplo, utiliza o Power BI internamente para visualizar dados de venda e performance de produtos em tempo real. Outro exemplo é o setor de saúde, que já faz uso do Power BI para monitorar indicadores clínicos e administrativos.  
Os principais componentes do ecossistema do Power BI são: 
Power BI Desktop
O dispositivo baseado em desktop do Windows para computadores, principalmente para projetar e publicar relatórios para o Serviço.
Power BI Service
O serviço online baseado em SaaS (software como serviço) (antigamente conhecido como Power BI para Office 365, atualmente conhecido como PowerBI.com ou simplesmente Power BI).
Dispositivos móveis do Power BI
Os aparelhos do Power BI Mobile para dispositivos Android e iOS, bem como para telemóveis e tablets da Windows.
Power BI Gateway
Gateways usados para sincronizar dados externos dentro e fora do Power BI. No modo Enterprise também pode ser usado por fluxos e PowerApps no Office 365.
Power BI Embedded
A API REST do Power BI pode ser usada para criar dashboards e relatórios nos dispositivos personalizados para usuários do Power BI, como também para utilizadores que não usam o Power BI.
Power BI Report Server
Uma solução de geração de relatórios de BI no local para empresas que podem ou não podem armazenar dados no Serviço do Power BI baseado na nuvem.
Power BI Visuals Marketplace
Um mercado de recursos visuais personalizados e recursos visuais baseados em R.